# Heriades schwarzi
Heriades schwarzi är en biart som beskrevs av Griswold 1998. Heriades schwarzi ingår i släktet väggbin, och familjen buksamlarbin. Inga underarter finns listade i Catalogue of Life.